# Kernbuche

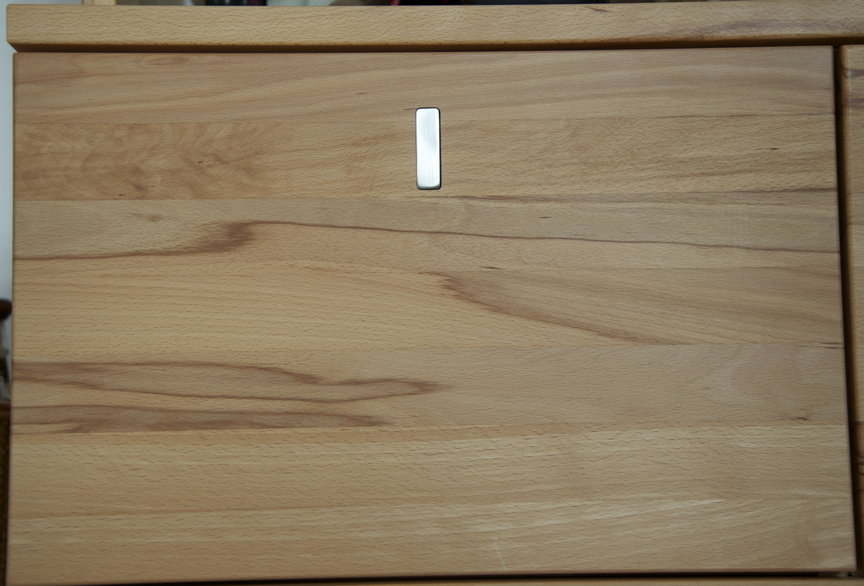
Schrankschublade mit einigen dunkleren Jahresringen, die Kernbuchenholz auszeichnen

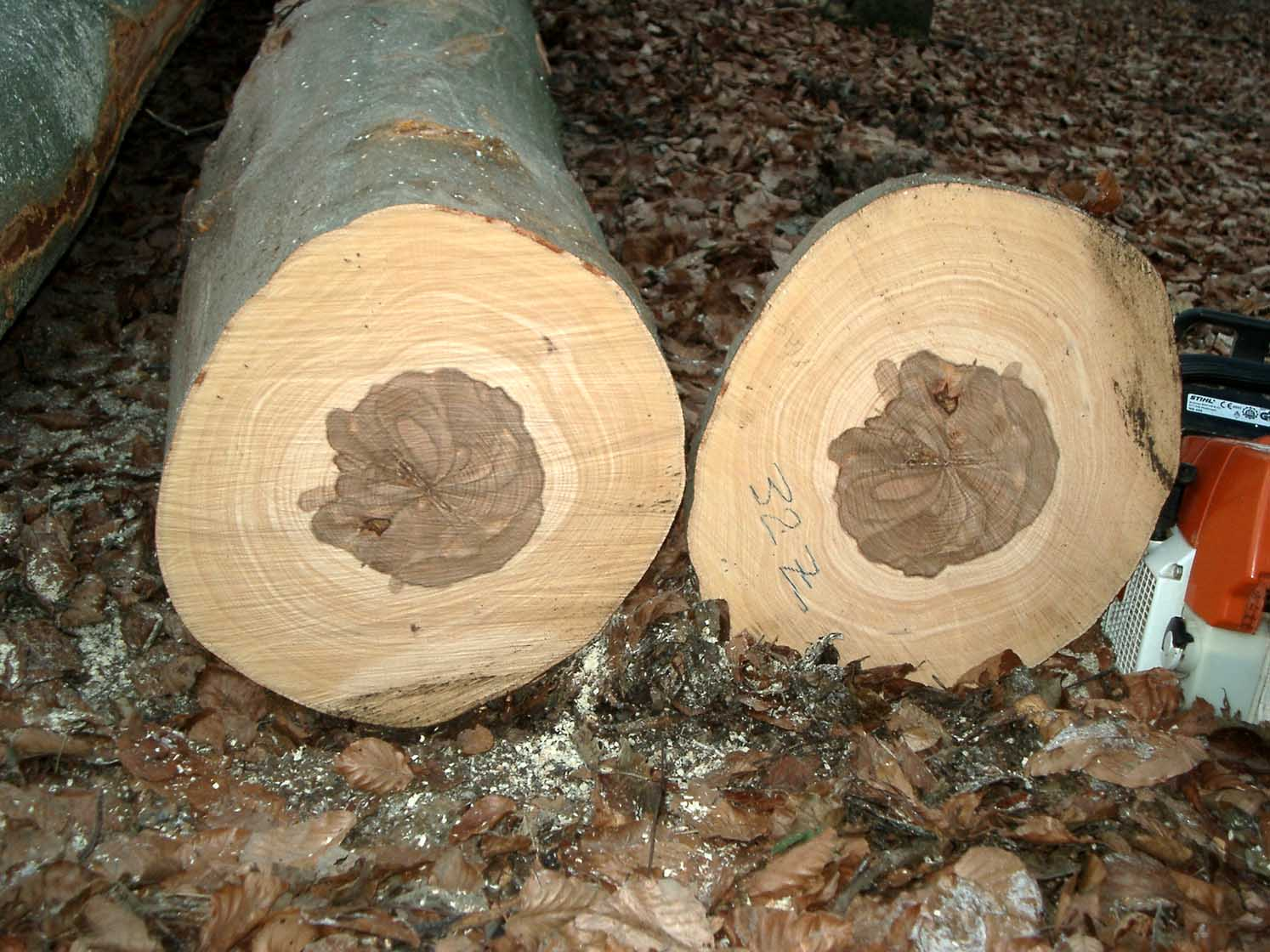
Rotbuche mit ausgeprägtem und relativ gleichmäßig ausgebildetem Rotkern. Oft ist nur ein sehr viel geringerer Anteil des Querschnitts von der Verfärbung betroffen.

Kernbuche, in der Möbelindustrie auch als Wildbuche angeboten, ist Buchenholz mit dunklen, kernholzähnlichen, wolkigen Verfärbungen, die auch als „Buchenrotkern“ oder kurz „Rotkern“ bezeichnet werden. Es handelt sich dabei allerdings nicht um Kernholz im eigentlichen Sinn, wie es bei echten Kernholzbäumen wie Eichen, Kiefern, Douglasien oder Lärchen auftritt, sondern um sogenannten Falschkern. Als Falschkern wird die vom Zentrum des Stammes ausgehende Verfärbung bezeichnet, die nur bei manchen Bäumen auftritt und deren Entstehung noch nicht geklärt ist.
Kernbuche hat eine auffälligere und lebendigere Maserung als das gewöhnliche Holz der Buche (Fagus sylvatica) und einen deutlich dunkleren Ton. Das eigentliche Holz der Rotbuche zeichnet sich im Gegenteil gerade durch eine sehr gleichmäßige und unauffällige Maserung aus.
Die Verfärbung ist einerseits als Holzfehler anzusehen, kann andererseits den Wert des Holzes auch erhöhen, wenn es aufgrund von Größe und Ausbildung des Falschkerns zu dekorativen Zwecken nutzbar ist und auf dem Markt eine entsprechende Nachfrage besteht.
2001 sank der Holzpreis in Baden-Württemberg insbesondere bei starken Buchen auf unter 50 %, wenn der Rotkernanteil am Stammquerschnitt eines gefällten Baumes 30 % überschritt.
Zur Herstellung von Bahnschwellen wird Buchenholz mit Farbkern nicht verwendet, da dieser im Gegensatz zum gewöhnlichen Buchenholz nur schwer zu tränken ist.

## Entstehung des Farbkerns
Zur Entstehung des Farbkerns gibt es zwei Theorien.
Hans Heinrich Bosshard stellt in seinem Werk Baumkunde fest, dass es im Alter zwischen 100 und 140 Jahren im Zentrum des Stammes einiger Rotbuchen zu braunen bis rötlichen, unregelmäßigen Verfärbungen kommt, die nicht wie echtes Kernholz vom Verlauf eines Jahresring genau begrenzt werden. Bosshard sieht die Verfärbungen als Begleiterscheinungen von physiologischen Veränderungen im Stamminneren. Nur die jüngeren Zellen in den äußeren Bereichen des Stamms (Splintholz) würden ausreichend mit Wasser und Nährstoffen versorgt. Die inneren Holzschichten des Stammes werden inaktiv und die Farbänderungen beruhten möglicherweise auf Oxidationsvorgängen in den ursprünglich zum Wassertransport dienenden Gefäßen.
Bosshard bezeichnet den Falschkern von Baumarten, die unter guten Wuchsbedingungen keinen Farbkern aufweisen, unter bestimmten Umständen aber doch einen gefärbten Kern im Stamminneren ausbilden können, als „fakultatives Kernholz“. Bosshard nimmt an, dass die Kernbildung bei solchen Holzarten erheblich länger dauert als bei echten Kernholzbäumen (sofern sie überhaupt eintritt).
Untersuchungen des Baumbiologen Alex L. Shigo führen die Entstehung des Falschkerns demgegenüber auf Verletzungen der Rinde und andere Schwächungen der Widerstandskraft zurück, woraufhin bei alten Bäumen Parasiten wie Pilze und Viren in das Gewebe eindringen. Die Farbänderung des Holzes würde dann durch die Verteidigungsmechanismen des Baumes hervorgerufen.